# Eric Vigeanel
Eric Vigeanel, né le 4 août 1972 à Saint-Mandé, est un cavalier français de concours complet.
Il est médaillé d'argent par équipe aux Championnats d'Europe de concours complet en 2007 et participe aux Jeux olympiques d'été de 2008.